# Hwangnyong sa
Hwangnyong sa (Klasztor Złotego Smoka, 황룡사) – nieistniejący już koreański klasztor, wybudowany w królestwie Silli.

## Historia klasztoru
Klasztor został wybudowany w okresie Silli. Temu przedsięwzięciu patronowała rodzina królewska. Świątynia została wybudowana na otoczonym przez góry miejscu w pobliżu pałacu królewskiego Panwŏlsŏng (Pałac Półksiężycowy).
Budowę rozpoczęto w roku 553 za panowania króla Chinhuenga (pan. 540-576). Prace trwały przez siedemnaście lat. Jednak ostatecznie budowę zakończono dopiero w roku 644, a wliczając pagodę – jeszcze później. Początkowo miał to być pałac królewski, jednak król zmienił plany, gdy dowiedział się, że na planowanym miejscu widziano smoka. Hwangnyong sa został zaplanowany jako miejsce, w którym mnisi będą modlić się o pomyślność państwa szukając ochrony Buddy. Klasztor ten miał również wywrzeć wrażenie na zagranicznych dygnitarzach. Wielki wpływ na wybudowanie tego klasztoru miała śmierć Ich'adona.
Państwo Silla współpracowało przy tym przedsięwzięciu z państwem Paekche. Słynny rzemieślnik z Paekche – Abiji – został zaproszony w 645 roku do królestwa Silli aby nadzorować budowę dziewięciokondygnacyjnej pagody. W pracach budowlanych brało udział 200 rzemieślników. Była to potężna dziewięciokondygnacyjna konstrukcja wybudowana całkowicie z drewna bez użycia gwoździ. Wznosiła się ona na wysokość 80 metrów (262 stopy), co czyniło ją najwyższą drewnianą budowlą na świecie w tym czasie.
Dziewięć kondygnacji pagody symbolizowało dziewięć narodów wschodniej Azji i przyszłe ich wchłonięcie przez Sillę.
Klasztor ten był centrum sponsorowanego przez państwo buddyzmu w okresach Silli i zjednoczonej Silli.
Najwcześniejszym i najważniejszym z mnichów prowadzących ten klasztor był Wŏngwang, twórca kodeksu hwarangów. Słynny mnich Wŏnhyo (617-686) przebywał w tym klasztorze prowadząc wykłady oraz pisząc swoje dzieła.
W 1238 roku klasztor wraz z pagodą został spalony przez najeźdźców mongolskich.
Obecnie teren poklasztorny znajduje się w granicach Narodowego Parku Kyŏngju w pobliżu góry T'oham. Około 140 metrów od północnej granicy terenów klasztornych znajduje się klasztor Punhwang.
W 1972 roku rozpoczęto pierwsze prace wykopaliskowe. W kwietniu 1976 roku ruszyły prace na wielką skalę, połączone z badaniami naukowymi. Do tej pory wykopano ponad 40000 obiektów.

## Architektura klasztoru
Obecnie z całego kompleksu pozostały jedynie potężne kamienne fundamenty. Cały teren jest tzw. Historycznym Miejscem nr 6.
- Główny budynek klasztoru miał 47 metrów długości i 17 metrów szerokości (głębokości).
- Najdłuższy zewnętrzny mur klasztoru mierzył 288 metrów długości i teren ograniczony przez mury liczył ponad 80000 metrów kwadratowych.
- W Samguk Yusa wspomina się, że posągi Buddów mierzyły 5 metrów wysokości. Potwierdziły to znalezione kamienne piedestały, na których stały te posągi. Wiadomo, że jeden z nich liczył 5 metrów wysokości.

Pierwotny plan świątyni został zaaranżowany według stylu "trzy budynki, jedna pagoda". Oznaczało to, że w centrum kompleksu będzie znajdowała się pagoda oskrzydlona przez trzy główne budynki: po stronie, lewej, za pagodą i po stronie prawej.
Słynna pagoda została wybudowana na życzenie królowej Sŏndŏk. Do dziś przetrwały jedynie fundamenty, ale potwierdzają one wielkość pagody. Fundamenty zajmują obszar 565 m². Pagoda była wspierana przez osiem filarów z każdej jej strony. Fundamenty zostały wykonane z sześćdziesięciu wielkich kamieni.

## Adres klasztoru
- 320-1 Hwangnyongsaji, Guhang-dong, Gyeongju, Gyeongsangbuk-do, South Korea
- 경북 경주시 구황동 320-1

## Galeria

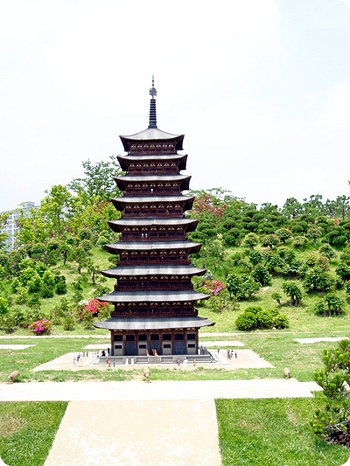
Pomniejszony model pagody klasztoru
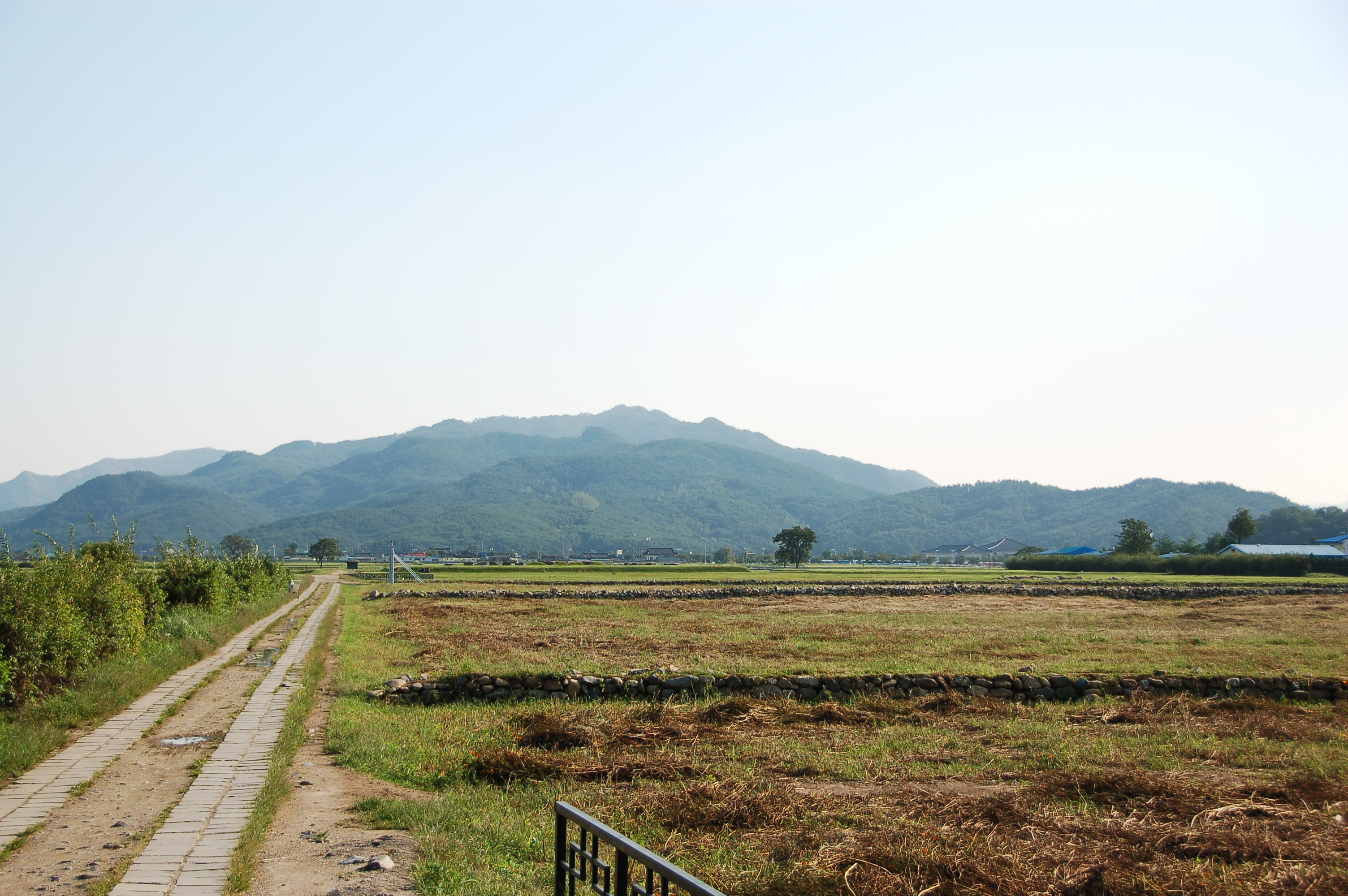
Fragment terenu klasztornego
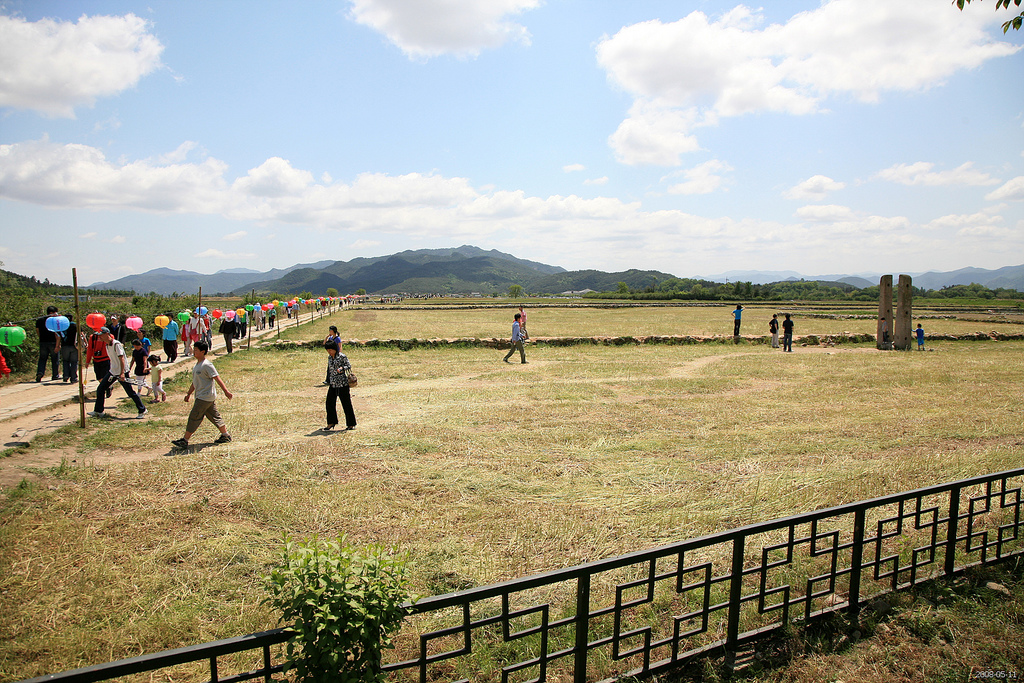
Fragment terenu klasztornego
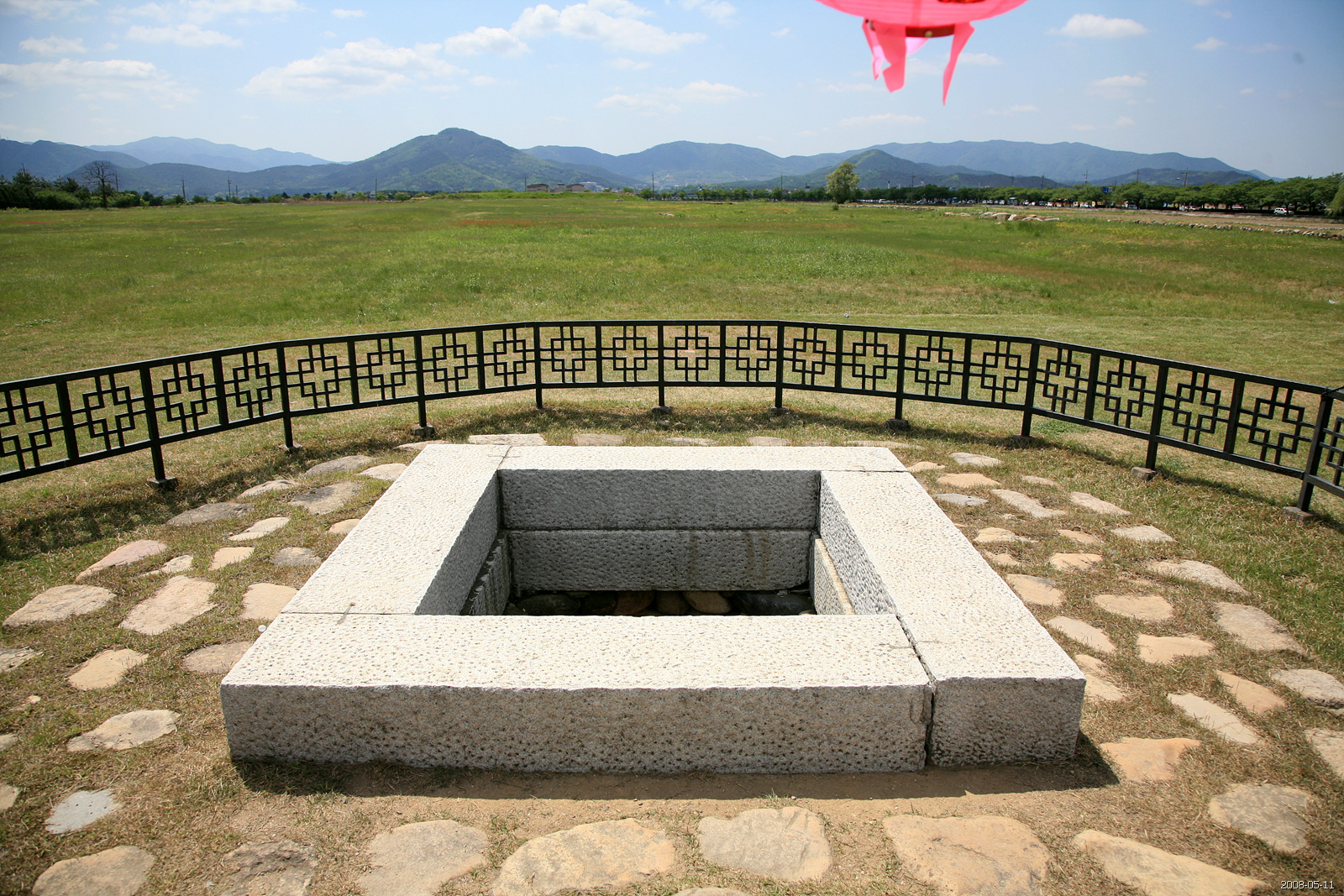
Teren poklasztorny
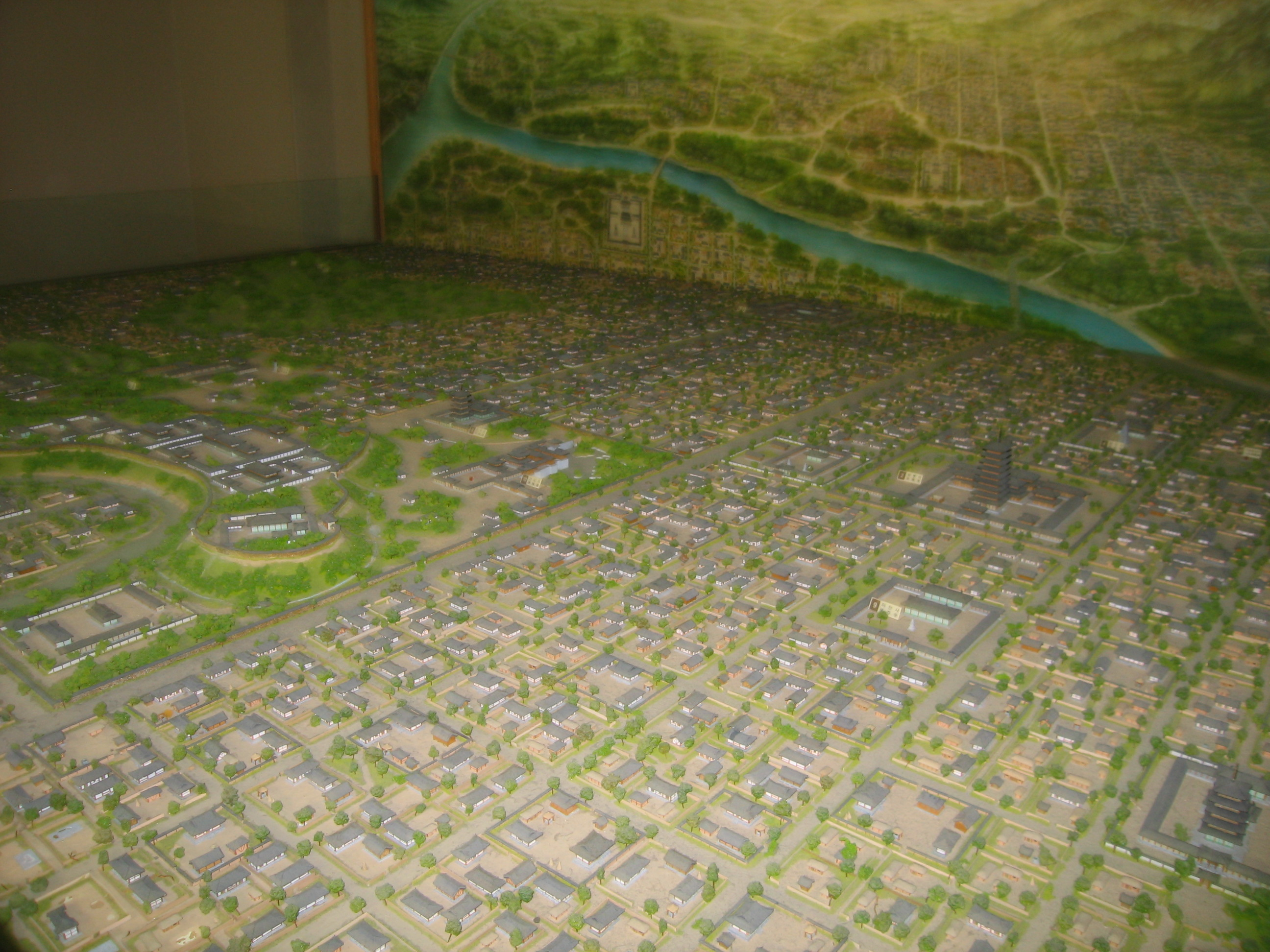
Model Kyngju z górującą nad miastem pagodą
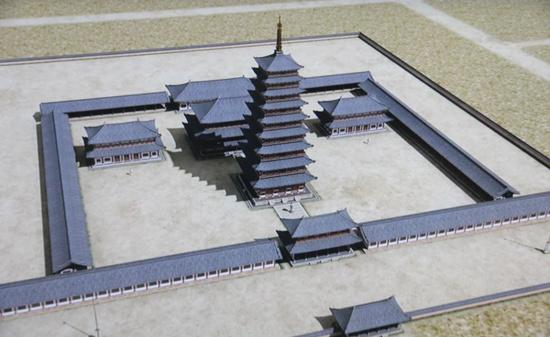
Model klasztoru
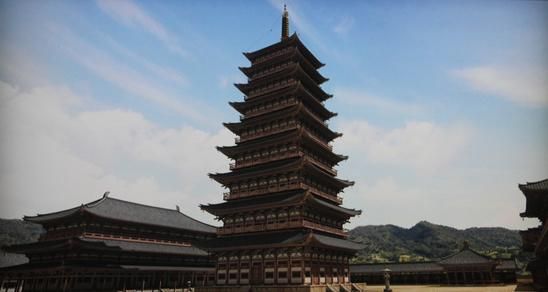
Pagoda klasztorna
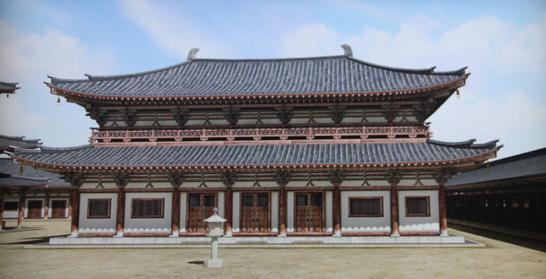
Budynek wschodni
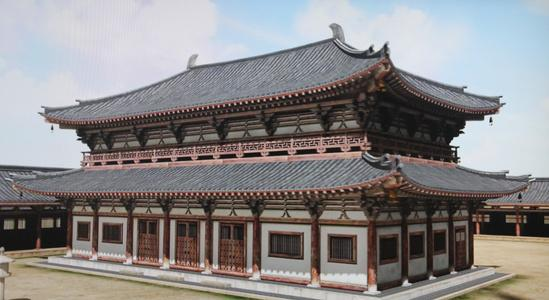
Budynek zachodni
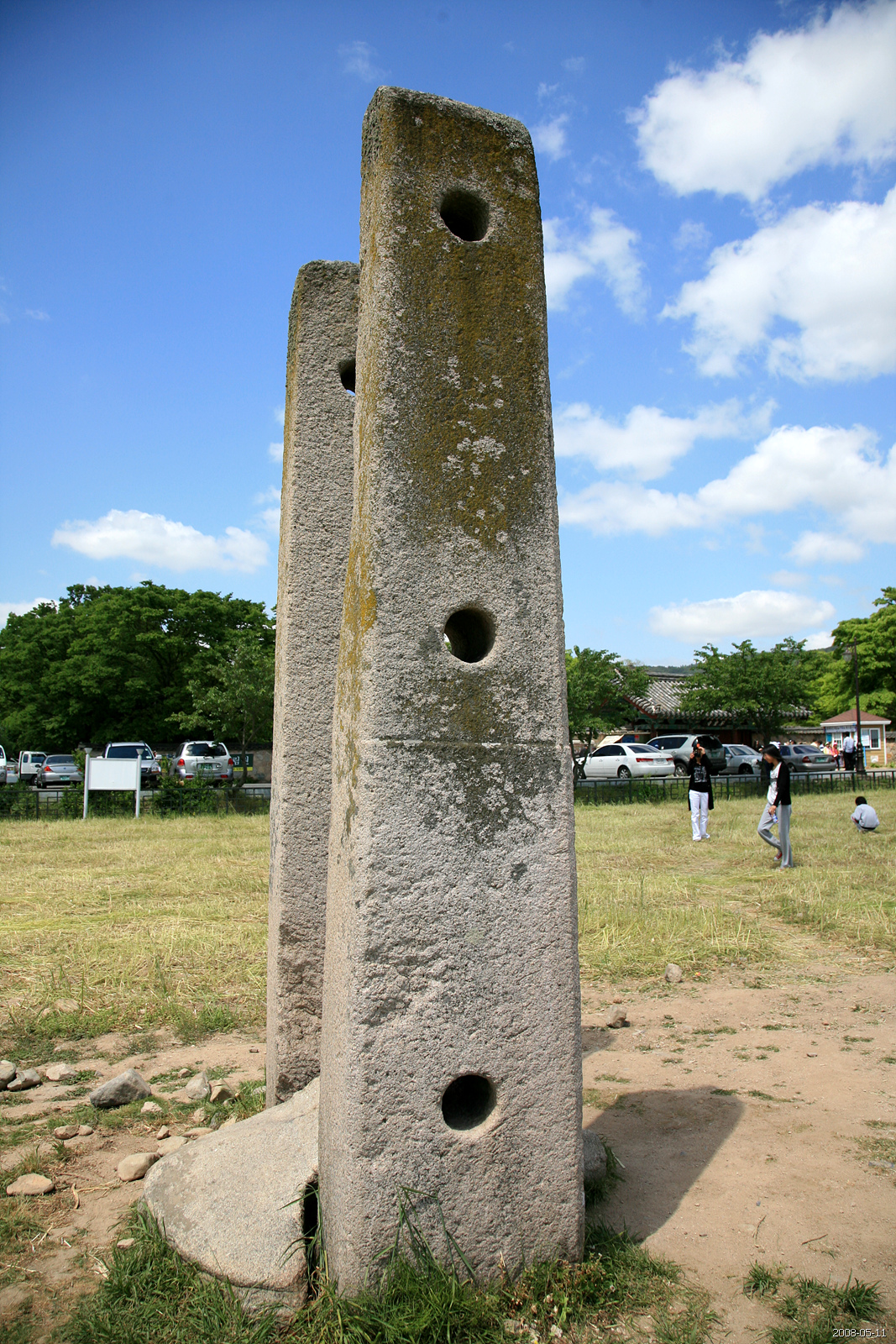
Kamienne filary na flagi
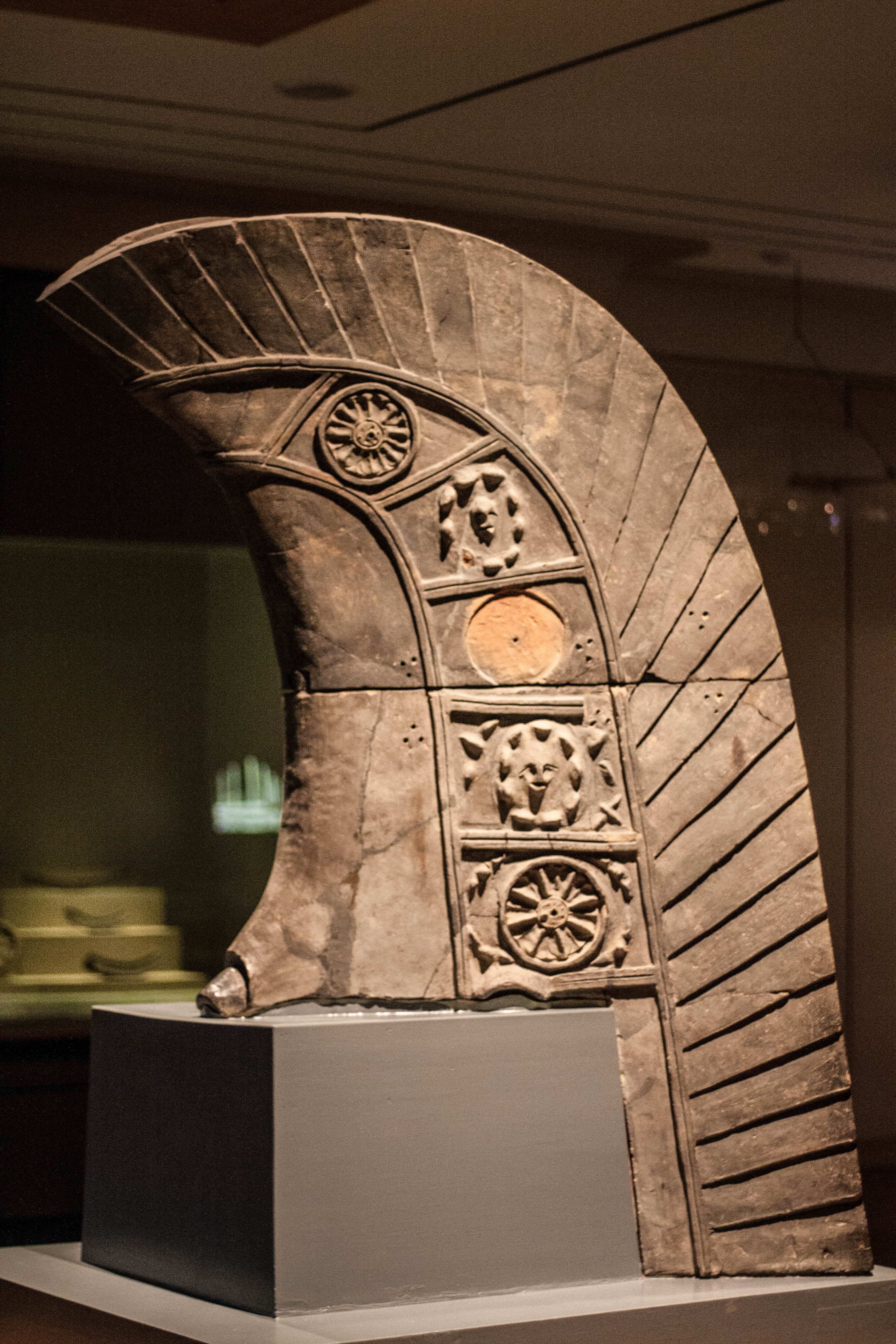
Dachówka
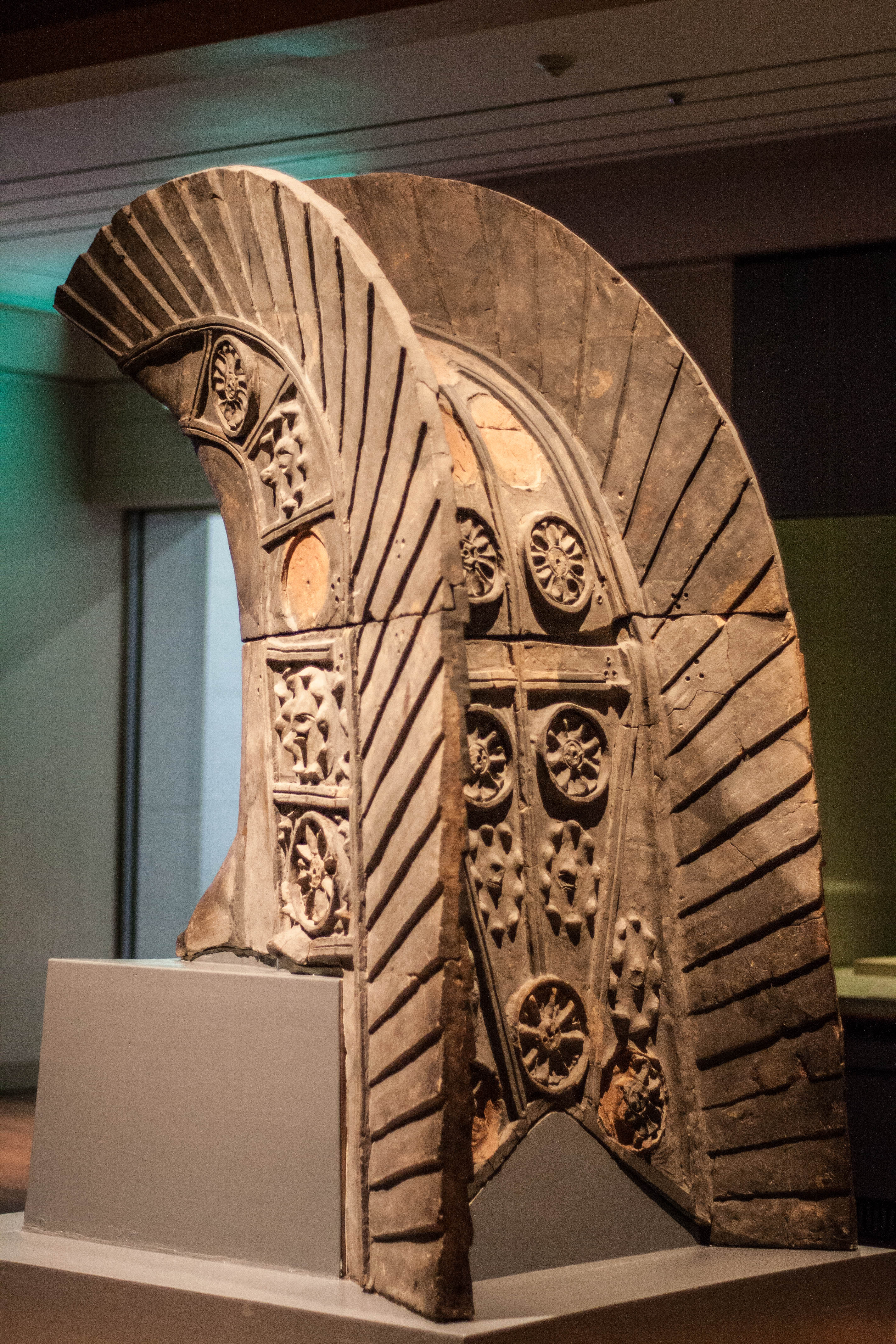
Dachówka z innej strony